# Дочери Мнемозины
Дочери Мнемозины (яп. Mnemosyne-ムネモシュネの娘たち- Mnemosyne-Мунэмосюнэ но мусумэтати) — аниме режиссёра Сигэру Уэда с элементами эрогуро, вышедшее в 2008 году. В России с июня 2011 года транслировался по телеканалу «2x2».

## Описание
Согласно сюжету, мировое древо Иггдрасиль периодически распыляет по миру свои семена времени. Данные семена сохраняют информацию обо всём, через что они проходят, и в конечном счёте возвращаются к Иггдрасилю, пополняя его информацией. Несмотря на то, что в большинстве случаев семена свободно проходят через препятствия, иногда они остаются в телах людей. Женщинам это даёт бессмертие, а мужчин превращает в существ, похожих на ангелов, наделяя их огромной силой, за которую они расплачиваются тем, что их жизнь сокращается до нескольких недель, а их поведением руководят простейшие инстинкты. «Ангелы» и бессмертные женщины испытывают влечение друг к другу, которое трудно преодолеть. Но «ангелы» пожирают и убивают бессмертных женщин и таким образом являются их врагами.

## Сюжет
Сюжет аниме повествует о жизни двух бессмертных женщин — Рин Асоги и её компаньонки Мими, которые избрали в качестве занятия для себя карьеру детективов. Первые четыре серии посвящены проводимым ими расследованиям, последние же две серии повествуют об их борьбе с Апием, пытающимся захватить Иггдрасиль.

## Отзывы
По мнению рецензии ANN, сюжет наполнен сценами сексуального насилия и пыток, что, вероятно, и является основой продаж этого аниме. Шокирующих сцен более чем достаточно даже в первом эпизоде, и вы замечаете, что персонажи заходят в кровавом сексе так далеко, как они только могут. Визуальный же ряд удивительно согласован, даже когда колеблется между стандартным, современным Токио и секс-апокалипсисом в духе «The End of Evangelion». Здесь легко могло бы возникнуть ощущение, что зрителю представлены две абсолютно разных истории, смешанные вместе, но, по мнению рецензента, авторам удалось избежать этого. Однако, он отмечает, что некоторые звуки выглядят подозрительно похожими на взятые из игр 90-х годов.

## Список персонажей
Рин Асоги (яп. 麻生祇燐 Асо:ги Рин) — главная героиня аниме. Она выглядит приблизительно 25-летней девушкой, хотя её истинный возраст неизвестен. В шестом эпизоде она говорит, что искала Тадзимамори на протяжении тысячи лет, из чего следует, что ей как минимум 1000 лет. Красивая, умная и эффектная молодая девушка. Предпочитает носить тёмный деловой костюм и очки. Любит водку и всегда страдает похмельем. Хорошо делает свою работу, рискуя жизнью. Эксцентрична, хитра, беспощадна, сильна. Она всегда носит с собой несколько метательных кинжалов и проволоку-гарроту (цепочка, которой она душила своих врагов) в потайных карманах. В прошлом в тело Рин попало Семя Времени, что сделало её бессмертной, вечно-молодой, подарило способность к регенерации тела и воскрешению. Её тело может залечить очень сильный урон за малый промежуток времени. Хотя в четвёртом эпизоде, когда Рин попадает в турбину самолёта, ей требуются десятки лет для восстановления. Она также потеряла память после того случая и смогла восстановить её после того, как была убита Лаурой и воскресла. В пятом эпизоде Апий извлекает Семя Времени из Рин и, казалось, убивает, точно так же, как ранее были убиты Маэно и Саяра. Но в шестом эпизоде выясняется, что бессмертные не умрут окончательно, пока их Семена Времени не будут уничтожены. Она и её Семя Времени было доставлено в замок Апия, который находился у корней Иггдрасиля, и близость к нему ускорило её воскрешение, которое в противном случае заняло бы множество десятилетий. Рин и Мими держат свою детективную контору «Асоги Консалтинг» в Западном Синдзюку, которая была разрушена в четвёртом эпизоде.
Сэйю: Мамико Ното
Мими (яп. ミミ Мими) — главная героиня и постоянная напарница Рин. Выглядит как девочка в конце второго десятка лет, но её реальный возраст неизвестен. Превосходно владеет компьютером. Готова на все ради Рин. В аниме между Мими и Рин прослеживаются не только дружеские отношения, также в четвёртом эпизоде оказывается, что Мими имеет отношение с информантом. Она также бессмертна. Очень любит алкогольные напитки, хотя и выглядит как подросток. В офисе она заведует финансами, обрабатывает информацию и занимается другими делами. Она чудесный хакер, хотя в четвёртом эпизоде её превзошёл Камияма Кацуюки. После исчезновения Рин Мими стала буддистской монашкой и жила в монастыре вместе с Гэнтой. Мими чувствует себя обязанной Рин, поскольку та спасла её от съедения ангелом во время их первой встречи и защищала с тех пор. В шестом эпизоде, веря, что Рин жива, Мими принимает решение спасти её из лап Апия.
Сэйю: Риэ Кугимия

### Отрицательные персонажи
Апий (яп. エイポス Эипосу) — главный злодей сериала. Является бессмертным гермафродитом, который имеет свойства как бессмертной, так и ангела, что, по его словам, делает его богом. Он единственный, кто действительно заинтересован в ангелах и бессмертных. Кажется, что он абсолютно аморален и нечеловечен, и при этом у него особое, садистское чувство прекрасного. У Апия некий особый интерес к Рин, он постоянно насылает на неё убийц. В третьем эпизоде раскрывается, что он охотится за Семенем Времени Рин. Семя Времени хранит воспоминания бессмертных, и Апий получает удовольствие, уничтожая их. Также Апий имеет способность извлекать Семена Времени из бессмертных и ангелов, тем самым убивая их. В шестом эпизоде оказывается, что Апий стал новым Хранителем Иггдрасиля и выбрал Рин своей Невестой. Раз в сотни лет Хранитель должен смениться, но Апий хочет стать вечным Хранителем, принеся Рин в жертву Иггдрасиля.
Сэйю: Акира Исида
Лаура (яп. ローラ Ро:ра) — убийца, пользуется огнестрельным оружием и другими орудиями. Апий постоянно посылал её для убийства Рин. Хотя Рин убивала Лауру практически при каждой их встрече, Апий воскрешал Лауру и снова посылал к Рин. В четвёртом эпизоде она стала киборгом, хотя степень трансформации не указывается. В пятом эпизоде раскрывается, что Лаура находится в теле андроида, который внешне идентичен внешности Рин. Она телепатически связана с тем существом, над которым Апий издевается в своем замке. В шестом эпизоде раскрывается, что тело Лауры было полностью переделано в ходе садистских опытов Апия, и от прежней Лауры остался лишь её бессмертный мозг. В конце Рин извлекла Семя Времени из Лауры и поместила в Апия по просьбе Лауры, чтобы тот мог почувствовать её воспоминания о боли.
Саяра Яманобэ (яп. 山之辺沙耶羅 Яманобэ Саяра) — глава «фармацевтической исследовательской лаборатории Аояма» в Саяма. Исследуя бактерии, она обнаружила, что одна из них может стать ключом к клонированию. Саяра начала проводить эксперименты по клонированию людей, пытаясь добиться бессмертия. Саяра — садист, очень часто пытает своих жертв до смерти. Является фанаткой пирсинга. В первом эпизоде показывается, что Саяру окружают её собственные создания-зомби и нападают на неё. В третьем эпизоде оказывается, что в последний момент Саяра была спасена Апием. Он вводит в неё Семя Времени, когда её тело уже абсолютно изуродовано зомби. В результате она навечно осталась калекой и ждала много лет, прежде чем был изобретён механизированный экзоскелет, с помощью которого она смогла передвигаться. Во время встречи с Рин и Маэно Саяра была окончательно уничтожена Апием, который извлёк из неё Семя Времени и уничтожил его.
Руон Камияма (яп. 神山瑠音 Камияма Руон) — главный отрицательный герой в четвёртой серии. Дочка «современного фон Нойманна», профессора Камиямы Кацуюки. Её сознание было извлечено из тела и помещено в интернет (2.0) в образе искусственного интеллекта, в то время как её тело было уничтожено в реальной жизни (1.0). Кацуюки предполагает, что это послужило причиной Великого Сетевого Кризиса 2020 года. Руон провела пять лет в образе онлайн секс-игрушки, пока не влюбилась в Тэруки, потому что он был первым, кто предложил ей встретиться в 1.0. В четвёртом эпизоде её физическое (андроидное) тело было уничтожено в турбине самолёта.

### Семья Маэно
Коки Маэно (яп. 前埜光輝 Маэно Коки) — молодой человек с искажённой памятью, которому Рин помогает в первом эпизоде. На самом деле он — клон, созданный в компании Аояма. Настоящий Маэно Коки погиб во время экспериментов по изучению его внутренностей. В его воспоминаниях отсутствует реализм, поскольку они были искусственно записаны в его мозг с воспоминаний настоящего Коки. После того как он узнал правду, он начал работать в «Асоги Консалтинг», где провёл 21 год. Где-то между вторым и третьим эпизодами он женился на Юки Симадзаки и вырастил сына Тэруки. В третьем эпизоде он был тяжело ранен Саярой, пока спасал Рин, и выпил Семя Времени Сёго Симадзаки, чтобы превратиться в ангела. Он спас Рин и, простившись с ней, вернулся к Саяре, чтобы убить её, но был сам убит Апием. Семя Времени Коки было потеряно в океане, но Рин нашла его, пока регенерировалась между четвёртым и пятым эпизодами. Внучка Коки, Мисио, забрала это Семя после того, как Рин была убита в пятом эпизоде, а позже принесла его в замок Апия, где отдала Рин, когда ту поглотил Иггдрасиль. Дух Коки помогает Рин освободиться в шестом эпизоде.
Юки Маэно (яп. 前埜有紀 Маэно Юки) — в девичестве Симадзаки — девушка, которую Коки встретил во втором эпизоде. Пока Коки был вовлечён в дело брата Юки, они влюбились друг в друга, а между вторым и третьим эпизодами поженились и воспитали сына Тэруки. После смерти Коки Юки воспитывала сына в одиночку.
Тэруки Маэно (яп. 前埜輝紀 Маэно Тэруки) — единственный сын Коки и Юки, который впервые появился ребёнком в третьем эпизоде, а потом — юношей в четвёртом. Где-то между третьим и четвёртым эпизодами Рин спасла его во время автомобильной аварии, и он говорил, что чувствовал, что все эти годы за ним наблюдают и защищают его. Формально Тэруки и Рин познакомились в четвёртом эпизоде, когда Тамоцу привёл его в «Асоги Консалтинг» из-за того, что Тэруки был как-то связан с Руон. В следующий раз Тэруки появляется в пятом эпизоде уже взрослым мужчиной, где он является исполнительным директором кампании «Маэно Холдинг Групп», у которого есть дочка-подросток Мисио.
Мисио Маэно (яп. 前埜美汐 Маэно Мисио) — единственная дочь Маэно Тэруки, внучка Маэно Коки, появляется в пятом эпизоде. Она находит старое видео Тэруки, где видит Рин, и сразу начинает собирать о ней сведения, часто сравнивая себя с Шерлоком Холмсом. Во время первой встречи Рин и Мисио они сразу подружились, и Мисио привязывается к Рин и Мими. В шестом эпизоде Рин обнаруживает, что Мисио — самый молодой потомок Тадзимамори.
Тадзимамори (яп. 多遲摩毛理 Тадзимамори) — персонаж, раскрытый в шестом эпизоде. Предыдущий Хранитель Иггдрасиля и отец Апия. Любимый Рин. Согласно легенде, рассказанной в пятом эпизоде, он был тем, кого Император послал на поиски семени Жизни множество веков назад. Когда Тадзимамори нашёл Семя, Император уже умер. Легенда основана на мифах синтоизма. Как Хранитель Иггдрасиля, он вечно молод, но уязвим, в отличие от бессмертных. У него есть крылья, как и у Апия, и его присутствие оказывает на бессмертных такой же эффект, как и присутствие ангелов. На протяжении аниме можно увидеть, как Рин поддерживает с ним общение посредством телефона. Тадзимамори — основатель рода Маэно, именно поэтому Рин была связана с потомками этой семьи. Перед смертью Тадзимамори он и Рин зачали ребёнка.

### Второстепенные персонажи
Тамоцу Янагихара (яп. 柳沢保 Янагихара Тамоцу) — полицейский, находящийся в хороших отношениях с Рин. Ему нравится Рин, и он предоставляет ей всевозможную информацию по её просьбе. Рин звала его «Томо», и хотя он, казалось, сторонился Рин в первом и втором эпизодах, но не протестовал, когда она звала его так, и всё же охотно с ней общался в нерабочее время. Был убит снайпером в четвёртом эпизоде по приказу искусственного интеллекта Руон.
Сёго Симадзаки (яп. 島崎省吾 Симадзаки Сё:го) — старший брат Юки, который стал ангелом во втором эпизоде. Его необычайная сила воли способствовала тому, что он смог долгое время сохранить своё человеческое сознание, благодаря чему он отомстил тем людям, которые плохо с ним обращались. Когда Сёго совершенно потерял свою человечность, он атаковал Рин, и она убила его, проткнув его грудь суком на дереве. Апий хотел заполучить Семя Времени Сёго, но Рин отдала его Маэно, который употребил его в третьем эпизоде, чтобы стать ангелом.
Ихика (яп. いひか Ихика) — смертный любимый Рин после того, как она потеряла память, в пятом эпизоде. Он сделал ей предложение, но был убит Лаурой, когда Рин приняла его предложение. В шестом эпизоде Ихика был оживлён Апием в его замке в образе ангела и был прикован рядом с Рин для того, чтобы доставить ей мучения. Рин убила его, когда ангел был в бешенстве, лишь потом обнаружив, что он — Ихика. Его Семя Времени было потеряно — Лаура выбросила его в окно.
Информанты — группа или организация женщин, которые предоставляли информацию Рин и Мими на протяжении всего аниме. Их имена никогда не называли. Первый информант появляется во второй серии. Упоминается, что она умерла перед событиями четвёртого эпизода. Второй информант появляется в качестве ассистента первой в третьем эпизоде, а в четвёртом занимает её место. В обмен на их услуги информанты просят Рин или Мими заниматься с ними сексом. Вначале это очень не нравится Мими, но потом у неё появляется подобие отношений со вторым информантом в четвёртом эпизоде. После смерти второго информанта, в шестом эпизоде появляется третий информант.
Гэнта (яп. 源太 Гэнта) — собака, живущая с Рин и Мими в их офисе. Также является бессмертной. Мими забрала её с собой в монастырь после разрушения «Асоги Консалтинг». В конце пятой серии Рин обнаруживает кучку праха, предположительно оставшуюся от Гэнты после встречи с Апием.

## Список серий
| |                                                                                         |                |  |
| 01 | кошки не смеются «нэко ва вараванай» (猫は笑わない (ねこは・わらわ・ない))              | 3 февраля 2008 |  |
| 1990 год. За Рин охотится убийца Лаура и убивает её. Спустя некоторое время вполне живая Рин, разыскивая пропавшего кота, натыкается на юношу Коко Маэно, у которого проблемы с памятью и самоопределением. Расследуя это дело, оба они проникают в "Фармацевтическую компанию Аояма", где всем заправляет садистка Саяра, ищущая рецепт бессмертия. |                                                                                         |                |  |
| 02 | ангелы не плачут «тэнси ва наканай» (天使は啼かない (てんしは・なか・ない))             | 2 марта 2008   |  |
| 1991 год. Заказ консультации Соггё (麻生衹コンサルティング): найти владельца марки Suthrland & Co. Маэно встречает девушку Юкки, которая утверждает, что разыскивает брата и поиски связаны с ангелами. Тем временем по всему городу происходит череда жестоких убийств, а на местах преступления остаётся надпись "Ангел" кровью на стене. Рин должна выяснить, как с этим связана искомая её марка, а Маэно - разыскиваемый им брат Юкки. |                                                                                         |                |  |
| 03 | цветы не льют слёзы «хана ва намида о нагасанай» (花は涙を流さない)                     | 6 апреля 2008  |  |
| 2011 год. К Рин обращается девушка, которая на грани смерти от неизвестной болезни. В результате Рин понимает, что эта болезнь из её прошлого, со времен Второй мировой войны, когда она с группой учёных и военных участвовала в разработке и испытаниях биооружия на ныне несуществующем Острове Смерти. Однако в этом деле не все так просто, а Остров Смерти не такой уж несуществующий |                                                                                         |                |  |
| 04 | призраки не кричат «ю:рэй ва сакэбанай» (幽霊は叫ばない)                                | 4 мая 2008     |  |
| 2025 год. Весь мир охватила новая волна развлечений: невиданные возможности предоставляет т.н. "реальность 2.0" (она же "виртуальная реальность"), в которой существует секс-программа Руон, поддающаяся свободной модификации по воле пользователя. Имеются и "люди 1.5", то есть реальные люди избравшие практически бесконечное пребывание в виртуальной реальности. В этом мире живёт сын Маэно, который предложил Руон "встретиться в 1.0" (т.е. продолжить отношения в реальном мире), но после этого за ним начали охотиться все полицейские силы города. |                                                                                         |                |  |
| 05 | рождественский сочельник не сверкает «сэйя ва кагаяканай» (聖夜は輝かない)              | 1 июня 2008    |  |
| 2055 год. Информационный и реальный мир существуют в безраздельном единстве. В любой точке пространства можно получить доступ во всемирную сеть, откуда можно скачать все: предметы одежду и аксессуары. Внучка Коко Маэно, Миссия, живущая в этой эпохе, находит в вещах отца нейронный чип, в котором содержаться все воспоминания отца. Там она видит девушку по имени Рин. Первоначально не обратив на неё внимания, она неожиданно встречает точную копию Рин на одном из банкетов.                                                                         |                                                                                         |                |  |
| 06 | и ко вратам королевства... «соситэ о:коку но тобира э то...» (そして王国の扉へと......) | 6 июля 2008    |  |
| Продолжение предыдущей серии. После того, как Апий извлек Семя Времени из Рин, она неожиданно воскресла в его замке да и ещё в свадебном платье. Теперь ей надо найти выход отсюда и спастись. А в Киото тем временем семья Маэно столкнулась с ужасающими последствиями действий Апия: повсюдо по миру взрываются электростанции, а всем людям раскрывается секрет Семян Времени. И вот незадача: армия ангелов уже на подходе. |                                                                                         |                |  |